# Magharibi B (Distrikt)
Magharibi B ist ein Distrikt in der tansanischen Region Unguja Mjini Magharibi. Der Distrikt grenzt im Norden an die Distrikte Mjini und  Magharibi A, im Osten an die Region Unguja Kusini, im Süden und Westen an den Indischen Ozean.

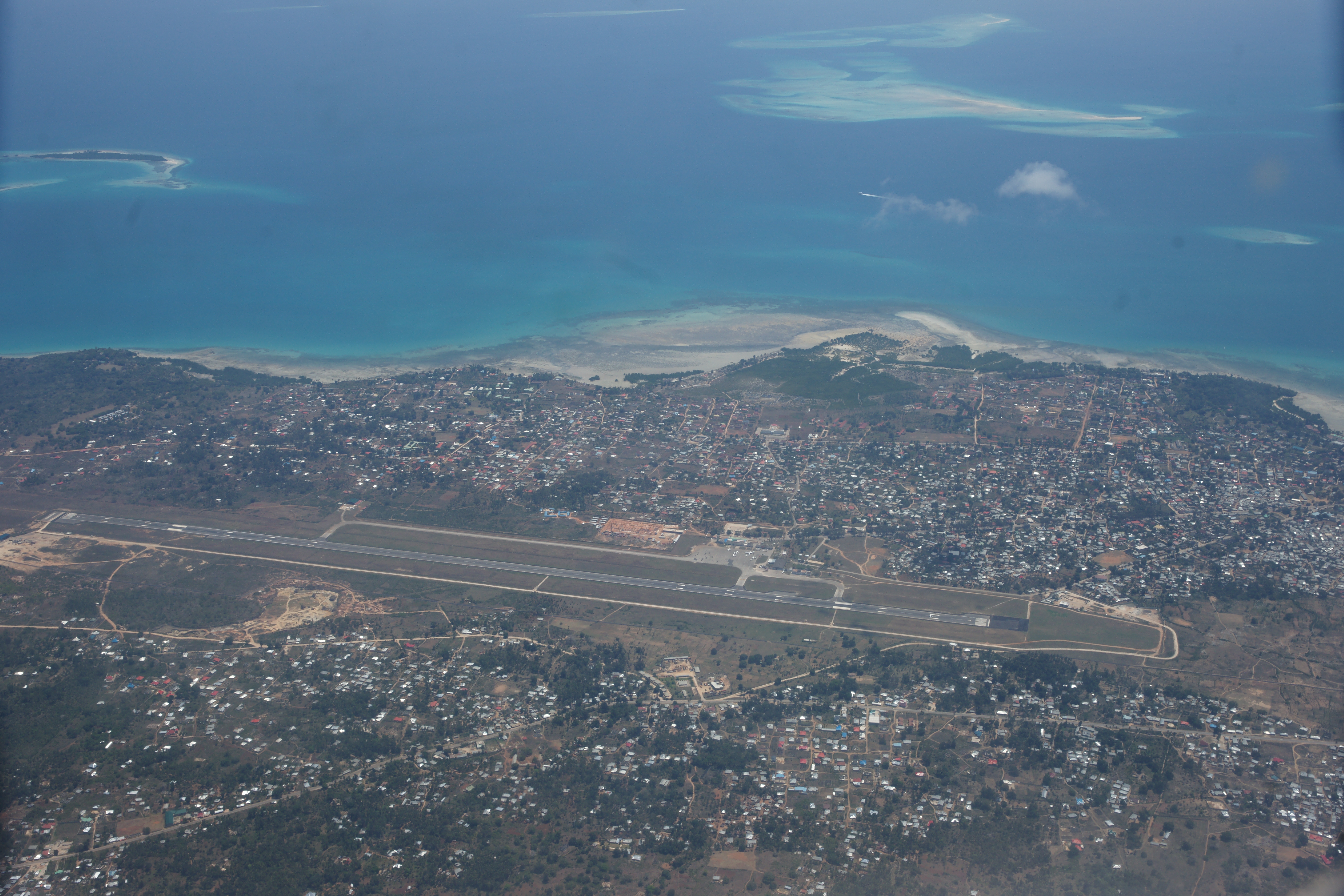
Blick auf den Flughafen Sansibar und den Wahlkreis Kiembesamaki

## Geographie
Neben dem Festland im Südwesten der Insel Unguja gehören auch die kleinen Inseln Chumbe, Nguruwe, Kwale, Sume, Miwi und Ukanga zum Distrikt. Magharibi B hat eine Größe von 113 Quadratkilometern und 344.517 Einwohner (Volkszählung 2022). Das Land hat tropisches Klima, Aw nach der effektiven Klimaklassifikation. Die Temperaturen schwanken zwischen 20 und 40 Grad Celsius. Es gibt zwei Regenzeiten, die langen Regen von April bis Mai werden „Masika“ genannt, es regnet 900 bis 1200 Millimeter, die Zeit der kurzen Regenschauer von Oktober bis Dezember wird „Vuli“ genannt und es fallen 400 bis 500 Millimeter Niederschläge.

## Geschichte
Bis zum Jahr 2015 bestand die Region Unguja Mjini Magharibi aus den beiden Distrikten Magharibi und Mjini, dann wurde der Distrikt Magharibi in die beiden Distrikte Magharibi A im Norden und Magharibi B im Süden aufgeteilt.

## Verwaltungsgliederung
Der Distrikt ist in sieben Wahlkreise (Constituencies) und 14 Wahlkreise (Wards) gegliedert:
| Wahlkreis     | Gemeinde       |
| ------------- | -------------- |
| Dimani        | Maungani       |
| Dimani        | Kibondeni      |
| Fuoni         | Kipungani      |
| Fuoni         | Mambosasa      |
| Kiembesamaki  | Mbweni         |
| Kiembesamaki  | Mombasa        |
| Chukwani      | Chaukwani      |
| Chukwani      | Kisaiuni       |
| Mwanakwerekwe | Jitimai        |
| Mwanakwerekwe | Mwanakwerekwe  |
| Pangawe       | Muembe Majogoo |
| Pangawe       | Pangawe        |
| Kijitoupele   | Melinne        |
| Kijitoupele   | Kijitoupele    |

Weiter ist der Distrikt in 34 Gemeinden (Shehia) unterteilt:
- Bweleo
- Chukwani
- Chunga
- Dimani
- Fumba
- Fuoni Kipungani
- Fuoni Migombani
- Jitimai
- Kibondeni
- Kiembesamaki
- Kijitoupele
- Kinuni
- Kisauni
- Kombeni
- Kwa Mchina
- Magogoni
- Mambosasa
- Maungani
- Mbweni
- Melinne
- Michungwani
- Mikarafuuni
- Mnarani
- Mombasa
- Muembe Majogoo
- Mwanakwerekwe
- Nyamanzi
- Pangawe
- Shakani
- Sokoni
- Taveta
- Tomondo
- Uwandani
- Uzi

## Bevölkerung
Die Einwohnerzahl stieg zwischen den Volkszählungen 2012 und 2022 von 206.905 auf 344.517. Dies entspricht einem jährlichen Wachstum von 5,2 Prozent.
| - Bildung: Für die Bildung der Jugend sorgen 296 männliche und 1205 weibliche Lehrer in 21 Vorschulen, 23 Grundschulen und 13 weiterführenden Schulen. Ferner gibt es sechs Hochschulen, wovon vier staatlich und zwei privat geführt werden (Stand 2015). - Gesundheit: Von den 26 Gesundheitseinrichten im Distrikt wurden 10 staatlich und 14 privat betrieben (Stand 2015). - Wasser: Im Jahr 2016 hatten von den 56.324 Häusern des Distrikts 10.802 einen Wasseranschluss, wobei die Versorgung in den Gemeinden sehr unterschiedlich ist (siehe Grafik rechts). - Elektrische Energie: Magharibi B hat einen sehr gute Versorgung mit Elektrizität, 86 Prozent der Haushalte haben einen Stromanschluss (Stand 2016). | Hier fehlt eine Grafik, die leider im Moment aus technischen Gründen nicht angezeigt werden kann. Wir arbeiten daran! |

### Wirtschaftsbereiche
Die wichtigsten Wirtschaftszweige im Distrikt sind Landwirtschaft, Gewerbe, Bauwesen und Handel.
- Landwirtschaft: Der Ackerbau ist ein wichtiger Wirtschaftszweig. Hauptanbauprodukte sind Reis, Süßkartoffel, Maniok, Hirse und Bananen, sowie Obst und Gemüse.[12]
- Fischfang: Im dritten Quartal 2019 wurden im Distrikt 686 Tonnen Fisch gefangen, das ist etwa ein Drittel der Menge von Magharibi B oder acht Prozent von Sansibar. 810 Seetang-Bauern produzierten im Jahr 2016 fast hundert Tonnen Seetang monatlich.[13]
- Gastgewerbe: Da ein großer Teil des Distrikts städtischen Charakter hat, gibt es eine gut entwickeltes Gastgewerbe mit Hotels und Pensionen.[11]

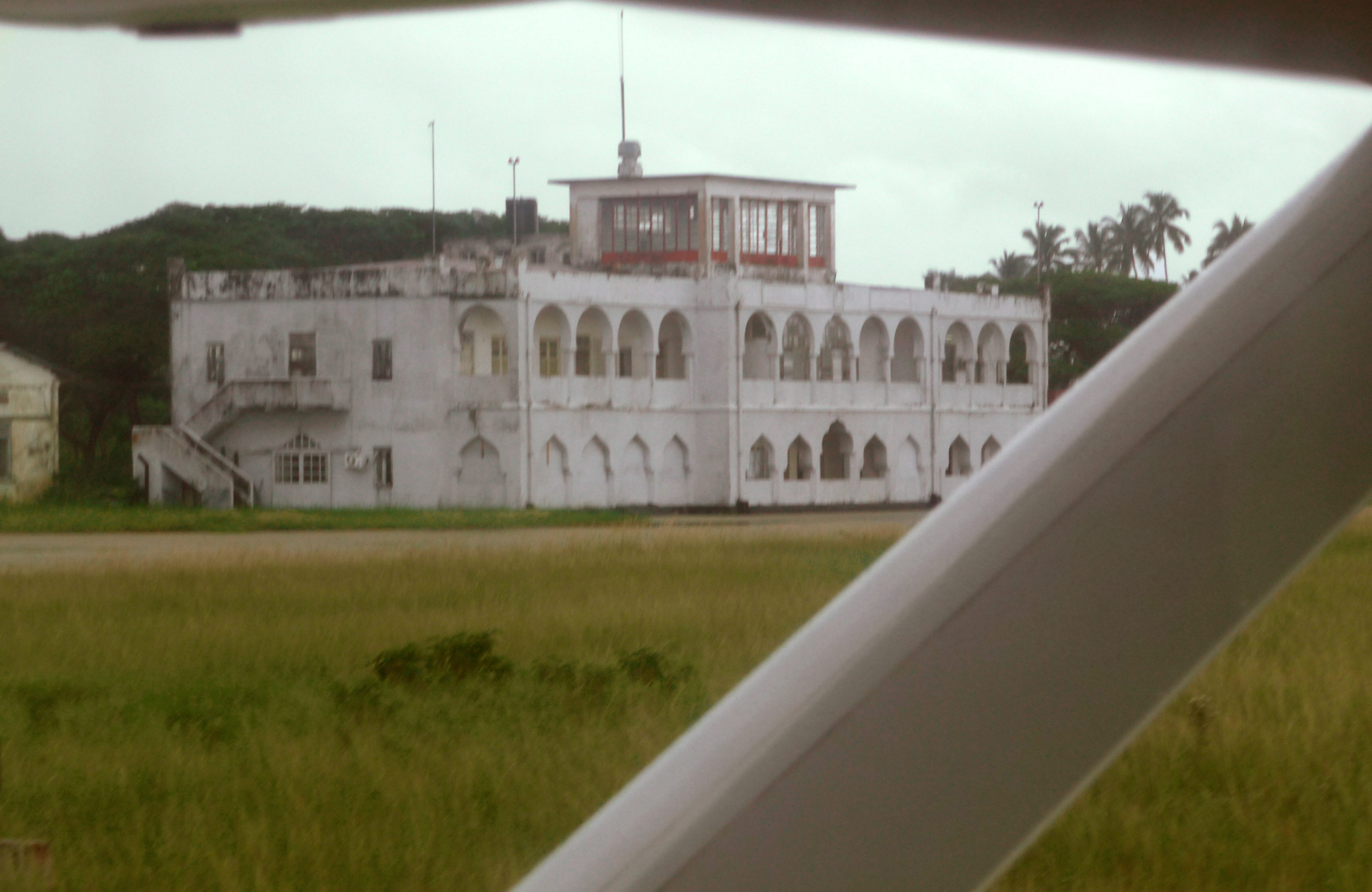
Das alte Flughafenterminal

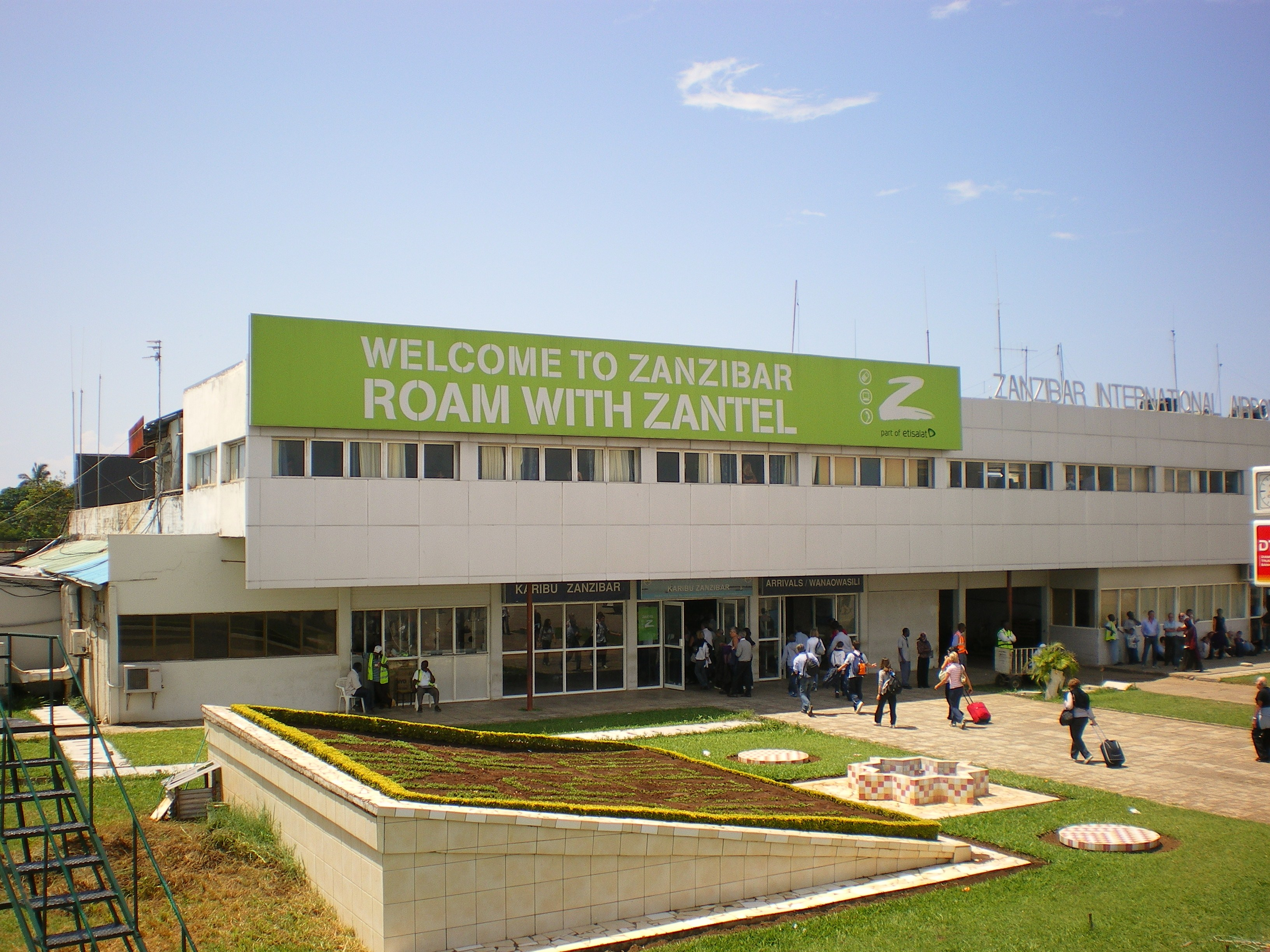
Das neue Flughafengebäude

### Infrastruktur
| Durch die Nähe zur Stadt Sansibar ist der Distrikt verkehrsmäßig gut erschlossen: - Hafen: Der Hafen von Sansibar, über den 95 Prozent der Ein- und Ausfuhren der Insel abgewickelt werden, ist nur 30 Kilometer vom im Süden gelegene Dorf Fumba entfernt. - Flughafen: Der internationale Flughafen Abeid Amani Karume von Sansibar liegt im Distrikt. - Straßen: Im Bezirk gab es 49 Kilometer befestigte und 41 Kilometer unbefestigte Straßen. Von den 5431 Verkehrsdelikten des Jahres entfielen jeweils ein Fünftel auf Fahren ohne Berechtigung, Gefährliche Ladung, Missachtung von Verkehrsregeln und Fahren ohne Uniform. 5430 Delikte wurden von Männern begangen, einer von einer Frau. | Hier fehlt eine Grafik, die leider im Moment aus technischen Gründen nicht angezeigt werden kann. Wir arbeiten daran! |

### Umweltprobleme
Im Jahr 2016 wurden folgende Umweltprobleme erkannt:
- Überfischung
- Stranderosion durch Sandabbau
- Wasserverschmutzung
- Entwaldung durch starke Schlägerungen zur Gewinnung von Bau- und Brennholz
- Landschaftszerstörung durch unkontrollierte Steinbrüche
- Meeresüberflutung